# Copa del Generalísimo 1946
Die Copa del Generalísimo 1946 war die 42. Austragung des spanischen Fußballpokalwettbewerbes, der heute unter dem Namen Copa del Rey stattfindet.
Der Wettbewerb startete am 7. April und endete mit dem Finale am 9. Juni 1946 im Estadi Montjuïc in Barcelona. Titelverteidiger des Pokalwettbewerbes war Atlético Bilbao. Den Titel gewann Real Madrid durch einen 3:1-Erfolg im Finale gegen den FC Valencia.

## Vorrunde
Die Hinspiele wurden am 7. April, die Rückspiele am 14. April 1946 ausgetragen.
|                     | Gesamt |                         | Hinspiel | Rückspiel |
| ------------------- | ------ | ----------------------- | -------- | --------- |
| Deportivo La Coruña | 3:7    | RCD Español             | 1:2      | 2:5       |
| Real Madrid         | 7:2    | Club Ferrol             | 4:1      | 3:1       |
| Real Gijón          | 8:3    | Real Santander          | 8:1      | 0:2       |
| CD Sabadell         | 3:6    | Atlético Bilbao         | 2:4      | 1:2       |
| Real Sociedad       | 5:7    | Atlético Aviación       | 3:3      | 2:4       |
| FC Valencia         | 8:1    | Betis Sevilla           | 5:0      | 3:1       |
| Real Saragossa      | 2:4    | Real Murcia             | 2:1      | 0:3       |
| Jerez CF            | 2:7    | Celta Vigo              | 2:1      | 0:6       |
| Hércules Alicante   | 3:5    | Gimnástico de Tarragona | 1:1      | 2:4       |
| RCD Mallorca        | 1:3    | Real Oviedo             | 1:1      | 0:2       |
| RCD Córdoba         | 4:4    | CD Castellón            | 3:1      | 1:3       |
| UD Salamanca        | 3:8    | CD Alcoyano             | 2:3      | 1:5       |

- FC Sevilla, CF Barcelona, FC Granada und SD Ceuta erhielten ein Freilos.

### Entscheidungsspiele
Das Spiel wurde am 16. April in Madrid ausgetragen.
|             | Ergebnis |              |
| ----------- | -------- | ------------ |
| RCD Córdoba | 2:1      | CD Castellón |

## Achtelfinale
Die Hinspiele wurden am 21. April, die Rückspiele am 28. April 1946 ausgetragen.
|                         | Gesamt |                   | Hinspiel | Rückspiel |
| ----------------------- | ------ | ----------------- | -------- | --------- |
| Celta Vigo              | 0:9    | FC Valencia       | 0:2      | 0:7       |
| FC Sevilla              | 8:1    | CF Barcelona      | 8:0      | 0:1       |
| RCD Español             | 3:3    | Real Oviedo       | 2:0      | 1:3       |
| Real Gijón              | 04:11  | Atlético Aviación | 3:4      | 1:7       |
| Gimnástico de Tarragona | 1:2    | FC Granada        | 1:0      | 0:2       |
| Real Madrid             | 6:1    | SD Ceuta          | 6:0      | 0:1       |
| Atlético Bilbao         | 3:5    | CD Alcoyano       | 3:3      | 0:2       |
| RCD Córdoba             | 2:2    | Real Murcia       | 1:0      | 1:2       |

### Entscheidungsspiele
Die Spiele wurden am 28. April und 2. Mai in Madrid ausgetragen.
|             | Ergebnis |             |
| ----------- | -------- | ----------- |
| RCD Español | 1:2      | Real Oviedo |
| RCD Córdoba | 2:0      | Real Murcia |

## Viertelfinale
Die Hinspiele wurden am 5. Mai, die Rückspiele am 12. Mai 1946 ausgetragen.
|                   | Gesamt |             | Hinspiel | Rückspiel |
| ----------------- | ------ | ----------- | -------- | --------- |
| Atlético Aviación | 4:6    | FC Sevilla  | 1:0      | 3:6       |
| Real Oviedo       | 3:1    | RCD Córdoba | 1:0      | 2:1       |
| CD Alcoyano       | 2:4    | Real Madrid | 2:2      | 0:2       |
| FC Valencia       | 4:2    | FC Granada  | 4:1      | 0:1       |

## Halbfinale
Die Hinspiele wurden am 19. Mai, die Rückspiele am 16. Mai 1946 ausgetragen.
|             | Gesamt |             | Hinspiel | Rückspiel |
| ----------- | ------ | ----------- | -------- | --------- |
| Real Oviedo | 1:4    | Real Madrid | 0:1      | 1:3       |
| FC Valencia | 7:1    | FC Sevilla  | 7:0      | 0:1       |

## Finale
| Real Madrid                                 | Real Madrid | FC Valencia | FC Valencia |
| ------------------------------------------- | --- | --- | ----------- |
| Real Madrid                                 | \| 9. Juni 1946 in Barcelona (Estadi Montjuïc) \| \| Ergebnis: 3:1 (2:0) \| \| Zuschauer: 60.000 \| \| Schiedsrichter: José Martínez Íñiguez \|                                                       | \| 9. Juni 1946 in Barcelona (Estadi Montjuïc) \| \| Ergebnis: 3:1 (2:0) \| \| Zuschauer: 60.000 \| \| Schiedsrichter: José Martínez Íñiguez \|                                            | FC Valencia |
| Real Madrid                                 | José Bañón – Clemente Fernández, José Corona – Moleiro, Juan Antonio Ipiña , Félix Huete – Antonio Alsúa, Sabino Barinaga, Pruden, Nazario Belmar, Hermenegildo Elices Cheftrainer: Jacinto Quincoces | Enrique Esquiva – Álvaro Pérez, Juan Ramón – Higinio Ortúzar, Carlos Iturraspe, Simón Lecue – Epi, Vicente Asensi, Mundo, Silvestre Igoa, Guillermo Gorostiza Cheftrainer: Eduardo Cubells | FC Valencia |
| Real Madrid                                 | 1:0 Sabino Barinaga (2.) 2:0 Pruden (40.) 3:0 Pruden (52.) | 3:1 Guillermo Gorostiza (81., Elfm.) | FC Valencia |
| 9. Juni 1946 in Barcelona (Estadi Montjuïc) | | |             |
| Ergebnis: 3:1 (2:0)                         | | |             |
| Zuschauer: 60.000                           | | |             |
| Schiedsrichter: José Martínez Íñiguez       | | |             |